# Новогеоргієвка 2-а
Новогео́ргієвка 2-а (рос. Новогеоргиевка 2-я) — село у складі Петуховського округу Курганської області, Росія.
Населення — 513 осіб (2010, 639 у 2002).
Національний склад станом на 2002 рік:
- росіяни — 98 %